# Kramerana junina
Kramerana junina är en insektsart som beskrevs av James Norman Zahniser. Kramerana junina ingår i släktet Kramerana och familjen dvärgstritar. Inga underarter finns listade i Catalogue of Life.